# گارابونتس
گارابونتس (به مجاری:  Garabonc) یک شهرداری در مجارستان است که در ناحیه نادْیْ‌کانیژا واقع شده‌است. گارابونتس ۱۸٫۵۶ کیلومتر مربع مساحت و ۷۸۹ نفر جمعیت دارد.